# Athanasios
Athanasios (neugriechisch Αϑανάσιος bzw. altgriechisch Ἀϑανάσιος; latinisiert Athanasius) ist ein männlicher Vorname.

## Herkunft und Bedeutung
Athanasios ist die deutsche Transkription des griechischen Namens Ἀθανάσιος Athanásios. Er geht auf ἀθάνατος athánatos „unsterblich, ewig“  – θάνατος thánatos „Tod“ mit Alpha privativum – zurück.
Im deutschen Sprachraum ist die latinisierte Variante Athanasius geläufiger.

## Varianten

### Männliche Varianten
- Albanisch: Tanush
- Bulgarisch: Атанас Atanas
  - Diminutiv: Тасе Tase
- Französisch: Athanase
- Griechisch: Αθανάσιος Athanásios
  - Diminutiv: Θανάσης Thanásis, Θάνος Thános, Αθανασάκης Athanasákis, Σάκης Sákis, Νασος Nasos
  - Altgriechisch: Ἀθανάσιος Athanásios
    - Diminutiv: Ἀθανᾶς Athanâs

- Italienisch: Atanasio
- Kirchenslawisch: Аѳанаси Athanasi
- Latein: Athanasius
- Mazedonisch: Атанас Atanas, Атанасиј Atanasij
  - Diminutiv: Тасе Tase
- Polnisch: Atanazy
- Rumänisch: Atanase, Atanasie
- Russisch: Афанасий Afanasij, Afanasy
  - Diminutiv: Афоня Afonja, Панас Panas
- Serbisch: Атанасије Atanasije
- Spanisch: Atanasio

### Weibliche Varianten
- Griechisch: Αθανασία Athanasía
  - Altgriechisch: Ἀθανασία Athanasía
- Mazedonisch: Атанасија Atanasija
- Serbisch: Атанасија Atanasija

## Namenstag
Der Namenstag von Athanasios wird nach dem Kirchenvater Athanasius in der katholischen und anglikanischen Kirche am 2. Mai gefeiert.
Die orthodoxen Kirchen gedenken ihm am 18. Januar.

## Bekannte Namensträger

### Athanasios
Antike und Mittelalter
- Athanasios der Große († 373), Heiliger, Bischof von Alexandria
- Athanasios (Prätorianerpräfekt), Prätorianerpräfekt Italiens 539–540, dann Africas
- Athanasios Athonitis (* 925/930; † ~  1000), byzantinischer Mönch und Klostergründer
- Athanasios I. (Konstantinopel)  (1230–1310), Patriarch von Konstantinopel (1289–1293, 1303–1309)
- Athanasios II. (Jerusalem), melkitischer Patriarch von Jerusalem (spätestens 1235–1244)
- Athanasios III. von Alexandria, orthodoxer Patriarch von Alexandria (1276–1303)
- Athanasios Chalkeopoulos († 1497), griechischer Mönch, Humanist und Übersetzer

Neuzeit
- Athanasios IV. Dabbas = Athanasios II. (1705–1708), Athanasius III. & Athanasios IV. (1686–94; 1720–1724)

- Athanasios Argianas (* 1976), griechisch-britischer Künstler (Skulpturen, Malerei, Text und Performance)
- Athanasios Despotis (* 1979) ist ein griechischer Theologe (Neues Testamentl)
- Athanasios Diakos (1788–1821), griechischer Freiheitskämpfer
- Athanasios Eftaxias (1849–1931), griechischer Politiker
- Athanasios Gavelas (* 1999), griechischer Para-Leichtathlet
- Athanasios Kambylis (1928–2021), griechischer Byzantinist, Klassischer Philologe und Neogräzist
- Athanasios Miaoulis (1815–1867), griechischer Politiker
- Athanasios Papageorgiou (* 1943), griechischer Volleyballtrainer
- Athanasios Parios (* um 1722; † 1813), ein griechischer Priestermönch, bedeutender Theologe, Philosoph, Lehrer und Erzieher
- Athanasios Plevris (* 1977), griechischer Jurist und Politiker der Nea Dimokratia
- Athanasios Polychronopoulos (* 1984), amerikanisch-griechischer Pokerspieler
- Athanasios Raptis (* 1995), griechischer Fußballspieler
- Athanasios Rhetor (* um 1571; † 1663), zypriotischer Priester
- Athanasios Tsakiris (* 1965), griechischer Skilangläufer und Biathlet
- Athanasios Tsigas (* 1982), griechischer Fußballspieler
- Athanasios Vafeidis (* 1969), griechischer Geograph und Hochschullehrer
- Athanasios Vletsis (* 1956), griechischer orthodoxer Theologe

### Athanasius
Antike und Mittelalter
- Athanasius der Große (* um 298; † 373), Bischof von Alexandria in Ägypten, Kirchenvater und Gegner des Arianismus
- Athanasius (7. Jahrhundert), Bischof von Speyer

Neuzeit
- Athanasius (koptischer Bischof) (Anba Athanasius; 1923–2000), ägyptischer koptisch-orthodoxer Bischof und Ordensgründer

- Athanasius Berggold (* 1958), deutscher Benediktinerpater, seit 2023 Abt der Benediktinerabtei Metten
- Athanasius Gerster (1877–1945), römisch-katholischer deutscher Benediktiner
- Athanasius Kircher (1602–1680), deutscher Jesuit und Universalgelehrter
- Athanasius Miller (1881–1963), deutscher Benediktiner und Alttestamentler
- Athanasius von Raczynski, auch Atanazy Raczyński (1788–1874), polnischer Adliger und preußischer Beamter
- Athanasius Recheis (1926–2006), österreichischer Benediktiner, 1984–1997 Abt der Abtei Seckau
- Athanasius Yeshue Samuel (1909–1995), Erzbischof (Metropolit) der Syrisch-Orthodoxen Kirche von Antiochien
- Athanasius Schneider (* 1961), deutschstämmiger, römisch-katholischer Weihbischof
- Athanasius Staub (1864–1955), Schweizer Benediktiner und Theologe
- Athanasius Wolff (1931–2013), deutscher Benediktiner
- Athanasius Zuber (1824–1872), österreichischer Kapuziner, Missionar in Indien, Titularbischof und Apostolischer Vikar von Patna